# Jane Gernandt-Claine
Jane Elise Vilhelmina Gernandt-Claine, född 4 oktober 1862 i Lund, död 8 oktober 1944, var en svensk författare och journalist.

## Biografi
Föräldrar var fabrikören Herman Julius och Emma Elvira Gernandt. Jane Gernandt var brorsdotter till Christian Gernandt.
Hon fick utbildning vid Högre lärarinneseminariet. Genom giftermål 1893 med franske generalkonsuln Jules Claine kom hon att vistas på olika platser jorden runt: Madagaskar, Mauritius, Kapkolonin, Argentina, Burma, Baku, Korfu och Finland. Tack vare sina erfarenheter från dessa länder skrev hon färgrika och åskådliga skildringar. Hon utmärkte sig särskilt genom skicklig behandling av psykologiska konflikter och genom sina satiriska talanger. Hon redigerade tillsammans med Ingeborg Essén Anne Charlotte Lefflers postumt utgivna En självbiografi grundad på dagböcker och brev (1922).